# Éder Jofre
Éder Zumbano Jofre (ur. 26 marca 1936 w São Paulo, zm. 2 października 2022 w Embu das Artes) – brazylijski pięściarz, zawodowy mistrz świata w wadze koguciej i piórkowej.

## Kariera amatorska
Wziął udział w igrzyskach olimpijskich w 1956 w Melbourne, gdzie po wygraniu jednej walki przegrał w ćwierćfinale wagi koguciej z Claudio Barrientosem z Chile.

## Kariera zawodowa
Rozpoczął karierę boksera zawodowego w 1957. W 1960 został zawodowym mistrzem Ameryki Południowej w wadze koguciej po wygranej z Ernesto Mirandą. W tym samym roku pokonał go w walce rewanżowej, a także wygrał ze swym pogromcą z igrzysk olimpijskich Barrientosem i z José Medelem.
18 listopada 1960 w Los Angeles zmierzył się z Eloyem Sanchezem o wakujący tytuł mistrza świata federacji NBA w wadze koguciej (po rezygnacji José Becerry). Jofre wygrał przez nokaut w 6. rundzie. W obronie tytułu pokonał Piero Rollo (25 marca 1961 w Rio de Janeiro przez poddanie w 9. rundzie) i Ramona Ariasa (19 sierpnia 1961 w Caracas przez techniczny nokaut w 7. rundzie), a następnie spotkał się 18 stycznia 1962 w São Paulo z Johnnym Caldwellem, który był uznawany za mistrza świata wagi koguciej przez federację EBU. Jofre wygrał przez techniczny nokaut w 10. rundzie stając się uniwersalnym mistrzem świata kategorii koguciej. Kontynuował skuteczne obrony pasa mistrzowskiego, zwyciężając kolejno: Hermana Marquesa (2 maja 1962 w Daly City przez TKO w 10. rundzie), José Medela (11 września 1962 w São Paulo przez KO w 6. rundzie), Katsutoshiego Aokiego (4 kwietnia 1963 w Tokio przez KO w 3. rundzie), Johnny’ego Jamito (18 maja 1963 w Quezon City przez TKO w 12. rundzie) i Bernardo Caraballo (27 listopada 1964 w Bogocie przez KO w 7. rundzie. W kolejnej walce o tytuł 18 maja 1965 w Nagoi Jofre został pokonany niejednogłośnie na punkty przez byłego mistrza świata wagi muszej Masahiko „Fighting” Haradę. Była to pierwsza porażka Jofrego w karierze. W walce rewanżowej 31 maja 1966 w Tokio Harada pokonał go jednogłośnie na punkty. Po tej walce Jofre wycofał się z ringu.

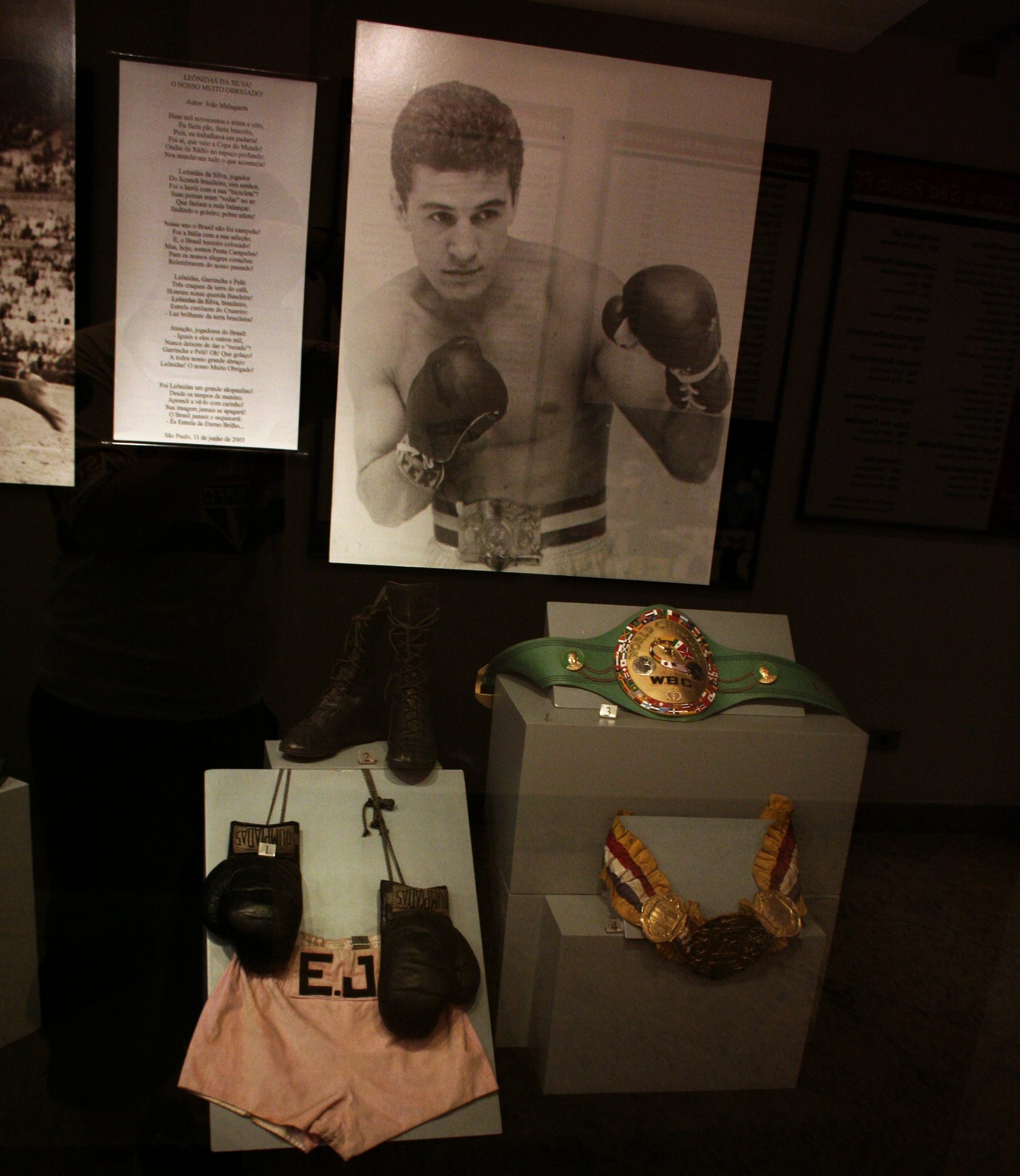
Gablota poświęcona Jofremu na Estádio do Morumbi

Powrócił jednak w 1969, startując w wadze piórkowej. Po wygraniu 14 kolejnych walk spotkał się 5 maja 1973 w Brasílii mistrzem świata federacji WBC w tej wadze José Legrą. Jofre wygrał na punkty i został ponownie mistrzem świata. 21 października tego roku w Salvadorze zwyciężył przez nokaut w 4. rundzie byłego mistrza świata Vicente Saldívara, który powrócił na ring po dwuletniej nieobecności. 18 czerwca 1974 Jofre został pozbawiony tytułu mistrzowskiego przez WBC za odmowę walki z oficjalnym challengerem Alfredo Marcano. Stoczył potem jeszcze 7 zwycięskich walk i ostatecznie wycofał się w 1976.
Został wybrany w 1992 do Międzynarodowej Bokserskiej Galerii Sławy.
Później udzielał się publicznie. Był m.in. radnym São Paulo. Był wegetarianinem.